# Fontenay-Mauvoisin
Fontenay-Mauvoisin è un comune francese di 401 abitanti situato nel dipartimento degli Yvelines nella regione dell'Île-de-France.

## Società

### Evoluzione demografica
Abitanti censiti